# Chesterfield (circonscription britannique)
Pour les articles homonymes, voir Chesterfield (homonymie).

La circonscription dans le Derbyshire.

La circonscription de Chesterfield est une circonscription électorale anglaise située dans le Derbyshire, et représentée à la Chambre des communes du Parlement britannique depuis 2010 par Toby Perkins du Parti travailliste.